# Kokusai Ki-59
Kokusai Ki-59 (amerykańskie oznaczenie Theresa) – dwusilnikowy japoński samolot transportowy z okresu II wojny światowej. Pierwszy lot odbył się w czerwcu 1939 roku.

## Historia
Kokusai Ki-59 został skonstruowany pierwotnie jako cywilny samolot transportowy Teradakoken TK-3 dla japońskich linii wewnętrznych przez firmę Nippon Koku Kogyo, mogący zabierać 8 - 10 pasażerów. Był to górnopłat o wzmocnionej konstrukcji ramy i wysokim podwoziu, dostosowanym do lotnisk o nie utwardzonej nawierzchni. Nos samolotu był aerodymicznie zaokrąglony, ale dalej kadłub samolotu w przekroju był kwadratowy z zaokrąglonymi kantami. W sumie nie był to zadawalający aerodynamiczny kształt.  Dwa prototypy TK-3 wersji komercyjnej wykonały loty testowe w czerwcu 1938 roku. Napędzały je dwa silniki gwiazdowe Nakajima Kotobuki 3 o mocy 640 KM. Ze względu na rozczarowujące wyniki, testy nad tym samolotem przerwano.
W tym samym czasie japońska armia pilnie poszukiwała samolotu transportowego dla swoich wojsk. Zleciła ona Nipponowi zbudowanie takiego samolotu. Wtedy to inżynierowie firmy dokonali niewielkich zmian w kokpicie i usterzeniu ogona samolotu, oraz podwoziu, co doprowadziło do lepszych osiągów. Zmieniono również silniki na Hitachi Ha-13a o mocy 450 KM. Prototyp Ki-59 oblatano w czerwcu 1939 roku.
Produkcja seryjna rozpoczęła się w 1941 roku pod nazwą Kokusai (ponieważ Nippon połączył z Kokusai). Oficjalne oznaczenie było Ki-59. Zbudowano tylko 59 maszyn ponieważ osiągi samolotu nadal były niezadowalające. Dostarczone samoloty były używane głównie jako samoloty kurierskie lub sztabowe.
Z powodu zainteresowania się dowództwa japońskiej armii udanym wykorzystaniem przez Wehrmacht szybowców transportowych, postanowiono przebudować Ki-59 w szybowiec transportowy. Prace rozpoczęto w grudniu 1941 r. Silniki zostały usunięte, a podwozie kołowe zastąpiono płozami. Powstały szybowiec oznaczono jako Ku-8-I, który pomyślnie przeszedł szeroko zakrojone testy. Zbudowano około 700 ulepszonych wersji Ku-8-II.